# La deuda
La deuda (títol original: La deuda o la insólita y no menos asombrosa resurrección y segunda muerte de Alí Ibrahim María de los Altos Pozos y Resuello, llamado El Turco) és una pel·lícula dramàtica colombiana de 1997 dirigida per Manuel José Álvarez i Nicolás Buenaventura. Protagonitzada per Vicky Hernández, Jairo Camargo, Humberto Dorado i Marcela Valencia, la pel·lícula va ser seleccionada com la representant colombiana a la Oscar a la millor pel·lícula de parla no anglesa als Premis Oscar de 1997, però no va ser acceptada com a nominada.

## Sinopsi
Un usurer sobrenomenat El turc és assassinat. Misteriosament, tots al poble tenien problemes amb ell i qualsevol podia haver estat el seu assassí. Comencen a ocórrer estranys esdeveniments que els habitants del poble relacionen amb la mort del turc, per la qual cosa decideixen fer una processó per a calmar les aigües. No obstant això, una nova mort reaviva la intranquil·litat.

## Repartiment
- Vicky Hernández
- Jairo Camargo
- Humberto Dorado
- Marcela Valencia
- Nicolás Buenaventura
- Manuel José Álvarez
- Alejandra Borrero

## Premis
Va guanyar el Premi Especial del Públic al millor guió al Festival de Cinema Llatinoamericà de Biarritz de 1997.